# 43 Dywizja Grenadierów Pancernych
43 Dywizja Grenadierów Pancernych – jedna z dywizji grenadierów pancernych. Jej utworzenie planowane było w 1943 roku, jako jednostka zastępcza dla 90 Dywizji Piechoty Lekkiej, jednak na jej miejsce utworzono 90 Dywizję Grenadierów Ludowych.